# نبيذ أرجنتيني
النبيذ الأرجنتيني هو النبيذ الذي يُنتج في الأرجنتين التي هي خامس أكبر منتج للنبيذ في العالم. ، وكما هو الحال مع بعض جوانب أخرى في المطبخ الأرجنتيني، فإن للنبيذ الأرجنتيني جذورا إسبانية. أثناء الاستعمار الإسباني للأمريكتين، جُلبت شتلات العنب إلى سانتياغو ديل استيرو في عام 1557 م، وامتدت زراعة العنب وصناعة النبيذ أولاً إلى المناطق المجاورة، ثم إلى أجزاء أخرى من البلاد.
تاريخياً، كان صانعو النبيذ الأرجنتينيون مهتمين تقليديًا بالكمية أكبر من الجودة، حيث تستهلك الأرجنتين 90٪ من النبيذ الذي ينتجه (45 لتر لكل سنة (12 غال-أمريكي/a) للفرد وفقًا لأرقام 2006). حتى أوائل التسعينيات من القرن الماضي، أنتجت الأرجنتين نبيذًا أكثر من أي بلد آخر خارج أوروبا، رغم أن الغالبية العظمى منه كانت غير قابلة للتصدير. ومع ذلك، فإن الرغبة في زيادة الصادرات طرأ عليها تطورات كبيرة في الجودة. بدأ تصدير الخمور الأرجنتينية خلال التسعينيات، وتزداد شعبيتها حاليًا، مما يجعلها الآن أكبر مصدر للنبيذ في أمريكا الجنوبية. وأدى انخفاض قيمة البيزو الأرجنتيني في عام 2002 م إلى زيادة دعم هذه الصناعة، حيث انخفضت تكاليف الإنتاج وزادت السياحة بشكل ملحوظ، مما أدى إلى إفساح المجال أمام مفهوم جديد بالكامل لعلم السياحة ‏ في الأرجنتين.
تقع أهم مناطق إنتاج النبيذ في البلاد في محافظات ميندوزا وسان خوان ولا ريوخا. مناطق إنتاج النبيذ هي سالتا وكاتاماركا وريو نيغرو ومؤخراً جنوب بوينس آيرس. تنتج مقاطعة ميندوزا أكثر من 60 ٪ من النبيذ الأرجنتيني وهي مصدر لنسبة أعلى من إجمالي الصادرات. نظرًا للارتفاع الشديد وانخفاض نسبة الرطوبة في المناطق الرئيسية المنتجة للنبيذ، نادراً ما تواجه مزارع العنب الأرجنتينية مشاكل الحشرات والفطريات والعفن وأمراض العنب الأخرى التي تصيب مزارع العنب في بلدان أخرى. هذا يسمح بالزراعة دون استخدام مبيدات حشرية أو استخدامها بصورة ضئيلة أو معدومة، مما يتيح حتى إنتاج الخمور العضوية بسهولة.
هناك العديد من أنواع العنب المختلفة التي تزرع في الأرجنتين، والتي تعكس مجموعات المهاجرين الكثيرة في البلاد. أحضر الفرنسيون المالباك، الذي يعد أشهر أنواع النبيذ المعروفة في الأرجنتين. والايطاليين جلبوا العنب التي أطلقوا عليها اسم بوناردا، على الرغم من أن البوناردا الأرجنتينية تبدو من نوع دوس نوير الذي يصنع منه نوع سافوا، المعروف أيضا باسم تشاربونا في كاليفورنيا. لا يوجد شيء مشترك بينه وبين النبيذ الفاتح المصنوع من بوناردا بومنتيس أحد أصناف بييمونتي. تورينتس هو عنب أرجنتيني آخر موجود في الغالب في مقاطعات لاريوخا وسان خوان وسالتا. وهي نوع في مجموعة مالفاسيا التي تصنع النبيذ الأبيض العطري. وقد نمت مؤخرا في اسبانيا. أصبحت كابيرنيت ساوفيجنون وسيراه وشاردونيه وغيرها من الأصناف الدولية مزروعة على نطاق واسع، ولكن بعض الأصناف تزرع بشكل مميز في مناطق معينة.
في نوفمبر 2010، أعلنت الحكومة الأرجنتينية أن النبيذ هو الخمر القومي للأرجنتين.

## التاريخ

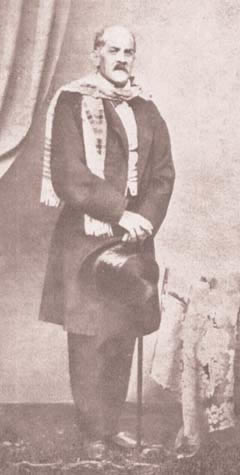
كما حاكم إقليم دومينغو سارمينتو كان له دور أساسي في وجود أول غصون المالباك احيث جلبه من فرنسا إلى الأرجنتين

تم إدخال زراعة الكروم إلى الأرجنتين أثناء الاستعمار الإسباني للأمريكتين ثم مرة أخرى من قبل المبشرين المسيحيين. في عام 1556 م، أسس الأب خوان سيدرون أول مزرعة كروم في الأرجنتين عندما تم جلب شتلات من وادي شيلي المركزي إلى ما يُعرف الآن بمنطقة سان خوان ومنطقة نبيذ ميندوزا، التي أسست زراعة الكروم في الأرجنتين. ويشتبه المصورون في أن أحد هذه الغصون قد كان للعنب السلف لعنب البايس ذو الأصل تشيلي وعنب ميشين من كاليفورنيا. كان هذا العنب رائدًا في تشكيلة كريولا تشيكا التي ستكون العمود الفقري لصناعة النبيذ الأرجنتيني على مدار 300 عام.
تم إنشاء أول مزرعة كروم تجارية مسجلة في سانتياغو ديل استيرو في 1557 من قبل المبشرين اليسوعيين والتي أعقبها التوسع في مزارع الكروم في ميندوزا في أوائل 1560s وسان خوان بين 1569 و 1589. خلال هذا الوقت، بدأ المبشرون والمستوطنون في المنطقة في بناء قنوات ري وسدود معقدة من شأنها أن تسقط المياه من الأنهار الجليدية في جبال الأنديز للحفاظ على مزارع الكروم والزراعة.  أمر حاكم المقاطعة، دومينغو فاوستينو سارمينتو، المهندس الزراعي الفرنسي ميجيل إيمي بوجيت بإحضار قطع من العنب من فرنسا إلى الأرجنتين. من بين الكروم التي جلبها بوجيت كانت كروم المالباك الأولى التي تزرع في ذلك البلد. 
عندما أصبحت صناعة النبيذ الأرجنتينية البسيطة صناعة مركزية في الجزء الغربي من البلاد بين سفوح الجبال، تطورت المراكز السكانية في البلاد في الشرق. نقل النبيذ عن طريق رحلات طويلة بواسطة العربات كما واجهت الصناعة صعوبات في نمو صناعة النبيذ التي لم تختف حتى عام 1885 م حيث تم الانتهاء من بناء السكك الحديدية الأرجنتينية التي تربط مدينة ميندوزا مع بوينس آيرس. كان دون تيبورسيو بينيجاس، حاكم مقاطعة ميندوزا ومالك مزرعة النبيذ في الترابيتشي، فعالًا في تمويل البناء والدفع به قدما، مقتنعًا بأنه من أجل أن تظل صناعة النبيذ الأرجنتينية قائمة فإنها تحتاجإلى سوق. شهد القرن التاسع عشر أيضًا الموجة الأولى من المهاجرين من أوروبا. كان العديد من هؤلاء المهاجرين يفرون من ويلات بكتيريا الفايلوكسيرا التي دمرت كروم العنب في وطنهم وأخذوا معهم خبراتهم ومعرفة صناعة النبيذ إلى وطنهم الجديد. 

### المشاكل الاقتصادية ونمو صناعة التصدير
في القرن العشري، تأثر تطور صناعة النبيذ الأرجنتيني وحظوظها تأثرا عميقا بالتأثيرات الاقتصادية للبلد. في العشرينات من القرن الماضي، كانت الأرجنتين ثامن أغنى دولة في العالم مع تغذية السوق المحلية بصناعة النبيذ القوية. أدى الكساد العظيم العالمي الذي تلا ذلك إلى انخفاض كبير في عائدات الصادرات الحيوية والاستثمار الأجنبي وأدى إلى انخفاض في صناعة النبيذ.
كان هناك انتعاش قصير في الاقتصاد خلال فترة رئاسة خوان بيرون ، لكن الاقتصاد تراجع مرة أخرى قريبًا في ظل الديكتاتورية العسكرية في الستينيات والسبعينيات. خلال هذا الوقت كانت صناعة النبيذ مدعومة بالاستهلاك المحلي لفينو دي ميسا الرخيصة. بحلول أوائل سبعينيات القرن الماضي، كان متوسط الاستهلاك حوالي 24 جالون (90 لترًا أو حوالي 120 زجاجة نبيذ قياسية بحجم 750 مليلتر) من النبيذ سنويًا، أي أكثر بكثير من العديد من البلدان الأخرى بما في ذلك المملكة المتحدة  والولايات المتحدة التي كان متوسط استهلاكها أقل من جالون واحد (3 لترات) شخص خلال نفس الفترة. 
في الثمانينيات، كانت هناك فترة تضخم مفرط، حيث وصلت إلى 12000 ٪ سنويا في عام 1989. كان الاستثمار الأجنبي في الغالب في حالة ركود. تحت رئاسة كارلوس منعم، شهدت البلاد بعض الاستقرار الاقتصادي. شهدت أسعار الصرف المواتية على البيزو الأرجنتيني خلال فترة التحويل تدفق الاستثمارات الأجنبية. ومع ذلك شهدت هذه الفترة أيضا انخفاض كبير في الاستهلاك المحلي. 
باتباع المثال القادم من تشيلي المجاورة، بدأت صناعة النبيذ الأرجنتيني في التركيز بقوة على سوق التصدير - وخاصة الأسواق البريطانية والأمريكية المربحة. جلب وجود صانعي النبيذ الطائر من فرنسا وكاليفورنيا وأستراليا الدراية الفنية الحديثة لتقنيات زراعة الكروم وصنع النبيذ مثل التحكم في الغلة وتخمير التحكم في درجة الحرارة واستخدام براميل البلوط الجديدة. بحلول نهاية التسعينيات، كانت الأرجنتين تصدر أكثر من 3.3 مليون جالون (12.5 مليون لتر) إلى الولايات المتحدة مع صادرات قوية إلى المملكة المتحدة أيضًا. أشار خبراء النبيذ مثل كارين ماكنيل إلى أن صناعة النبيذ الأرجنتيني كانت تعتبر حتى هذه اللحظة «عملاقًا نائماً» والتي كانت تستيقظ في نهاية القرن العشرين. 

## المناخ والجغرافيا

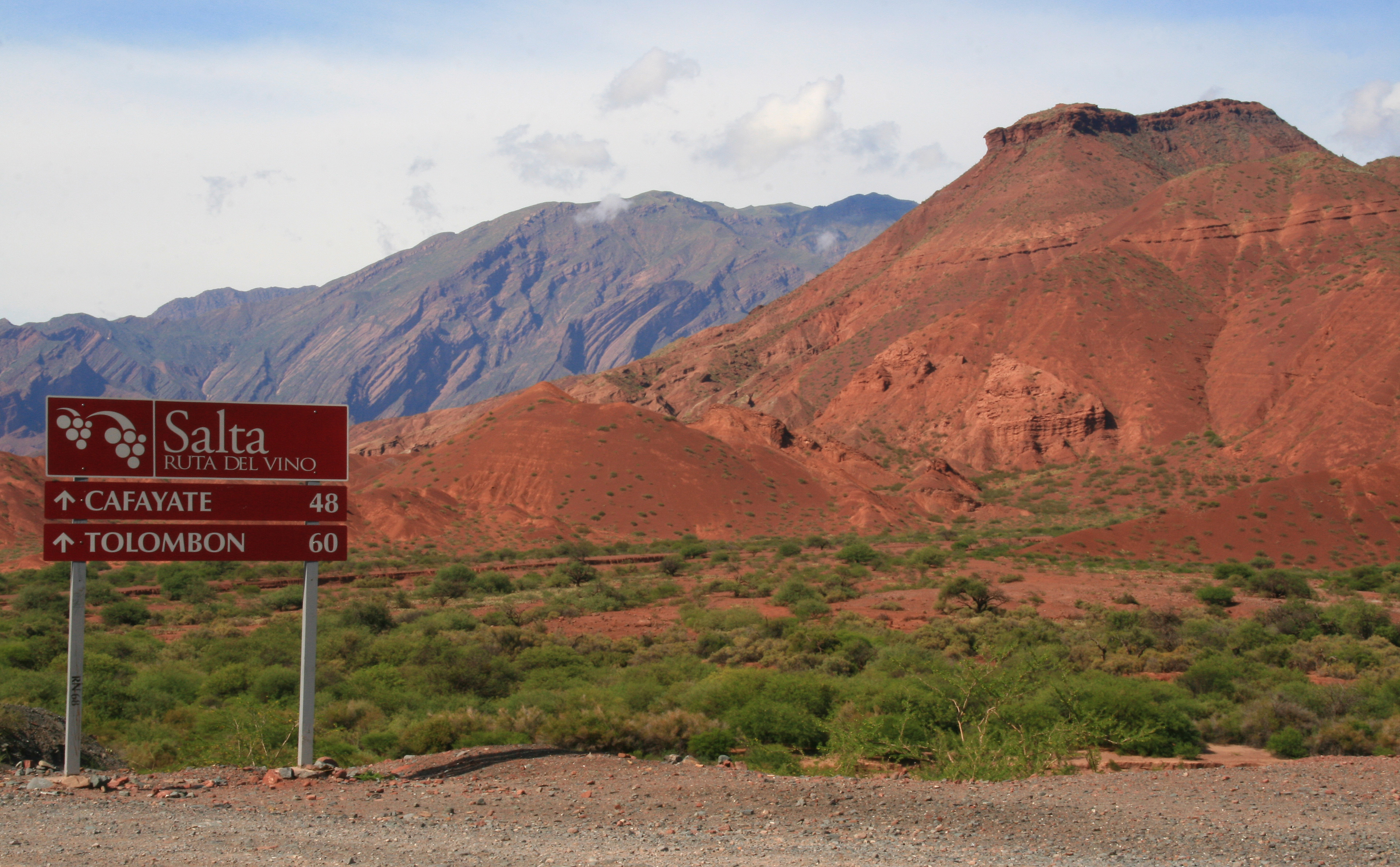
منطقة النبيذ سالتا في الأرجنتين

تقع مناطق النبيذ الرئيسية في الأرجنتين في الجزء الغربي من البلاد بين سفوح جبال الأنديز بين مدار الجدي من الشمال والجنوب الموازي الأربعين. تتمتع معظم المناطق بمناخ شبه قاحلي يشبه المناخ الصحراوي، ونادراً ما يتجاوز معدل هطول الأمطار السنوي أكثر من 10   بوصة (250   مم) سنة. في المناطق الأكثر دفئًا (مثل كاتاماركا ولا ريوخا وسان خوان ومناطق الشرق من مندوزا)، يمكن أن تكون درجات الحرارة في فصل الصيف خلال موسم النمو حارًا للغاية خلال النهار مع ارتفاع درجات الحرارة إلى 40 °م (104 °ف). درجات الحرارة ليلا يمكن أن تنخفض إلى 10 °م (50 °ف) خلق اختلاف في درجة الحرارة النهارية واسعة. 
تتمتع بعض المناطق بمناخ أكثر اعتدالًا مثل منطقة كفاياتيه في سالتا وريو نيغرو والوصول الغربي لمدينة ميندوزا التي تضم مقاطعتي لوخوان دي كويو وتوبينغاتو. يمكن أن تنخفض درجات الحرارة في فصل الشتاء عن 0 °م (32 °ف) لكن الصقيع أمر نادر الحدوث بالنسبة لمعظم الكروم، باستثناء تلك المزروعة على ارتفاعات عالية للغاية مع ضعف دوران الهواء. تحدث معظم الأمطار خلال أشهر الصيف وفي بعض الأحيان تسقط في بعض الأحيان على شكل البرد (المعروف باسم La Piedra)، مما يسبب أضرارًا محتملة للكروم.  يمكن أن تشهد هذه المناطق الدافئة أكثر من 320 يومًا من أشعة الشمس في السنة. 
مناطق النبيذ الشمالية الغربية معرضة بشكل خاص لآثار رياح قوة الإعصار المعروفة باسم زوندا (Zonda) التي تهب من جبال الأنديز خلال فترة الإزهار في أوائل الصيف. هذه الرياح الشديدة من الهواء الساخن الجاف يمكن أن تعطل عملية الإزهار وتقلل بشدة من الغلات المحتملة. معظم موسم النمو جاف مع عدم وجود الرطوبة التي تحد من مخاطر ومخاطر أمراض العنب المختلفة والعفن الفطري. تعمل العديد من مزارع الكروم دون الحاجة إلى أي رش كيميائي، وهي حالة تفضي إلى زراعة الكروم العضوية. وقوع الدوري ل ظاهرة النينيو ظاهرة يمكن أن يكون لها تأثير حاد على حالة المناخ خلال نموا الموسم مثل حالة خلال عام 1998 خمر عندما تطيل الأمطار الغزيرة الناجمة عن ظاهرة النينيو أدى إلى تعفن على نطاق واسع ومرض فطري. 
جبال الأنديز هي السمة الجغرافية المهيمنة لمناطق النبيذ الأرجنتيني، وغالبًا ما تكون الجبال المغطاة بالثلوج بمثابة منظر خلفية لمزارع الكروم. مع بدء ذوبان ثلوج الشتاء في الربيع، يجلب نظام الري المعقد للسدود والقنوات والقنوات إمدادات المياه الحيوية إلى مناطق النبيذ للحفاظ على زراعة الكروم في المناطق الجافة والقاحلة. تقع معظم مناطق النبيذ داخل سفوح جبال الأنديز، وشهدت الاتجاهات الحديثة دفعًا لزرع مزارع الكروم على ارتفاعات أعلى بالقرب من الجبال. 
يمكن أن يكون المناخ في بعض هذه المناطق أكثر قارية وأقل عرضة للتطرف في درجات الحرارة. التربة في جميع أنحاء البلاد هي في الغالب الغرينية والرملية مع بعض المناطق التي تحتوي على ركائز من الطين والحصى والحجر الجيري. في منطقة باتاغونيا الأكثر برودة والتي تحتوي على مقاطعات صناعة النبيذ في ريو نيغرو ونيوكين، أصبحت التربة أكثر طباشيريًا. 

## زراعة العنب
عادة ما يستمر موسم النمو في الأرجنتين من بداية ظهوره في شهر أكتوبر وحتى بداية موسم الحصاد في شهر فبراير. يعلن معهد (المعهد الوطني لزراعة العنب) Nacional de Vitivinicultura (INV)، وهو الجهة الحكومية الرئيسية المسيطرة على صناعة النبيذ، عن تاريخ بدء الحصاد في المنطقة التي يستمر موسم الحصاد فيها أحيانًا حتى أبريل وفقًا للتنوع ومنطقة النبيذ. يوفر عدد كبير من العمال المتجولين وفرة في أيدي العمل من جامعي العنب بتكلفة منخفضة مما أدى إلى إبطاء عملية التحويل إلى الحصاد الميكانيكي. بعد الحصاد، غالبًا ما يتعين نقل العنب لمسافات طويلة، تستغرق عدة ساعات، من مزارع الكروم الريفية إلى مرافق صناعة النبيذ الموجودة في المزيد من المناطق الحضرية. في سبعينيات القرن الماضي، تم الإبلاغ عن أن الغلة تجاوزت 22 طناً لكل فدان، وهو تناقض حاد مع متوسط الغلة في مناطق النبيذ الممتازة مثل بوردو ووادي نابا من 2 إلى 5 أطنان فدان.  مع استمرار صناعة النبيذ الأرجنتيني في النمو في القرن الحادي والعشرين، ستشمل العديد من اتجاهات الكروم ذات الصلة تحسينات في الري، والتحكم في الغلة، وإدارة المظلات، وبناء المزيد من مرافق صناعة النبيذ بالقرب من مزارع الكروم. 

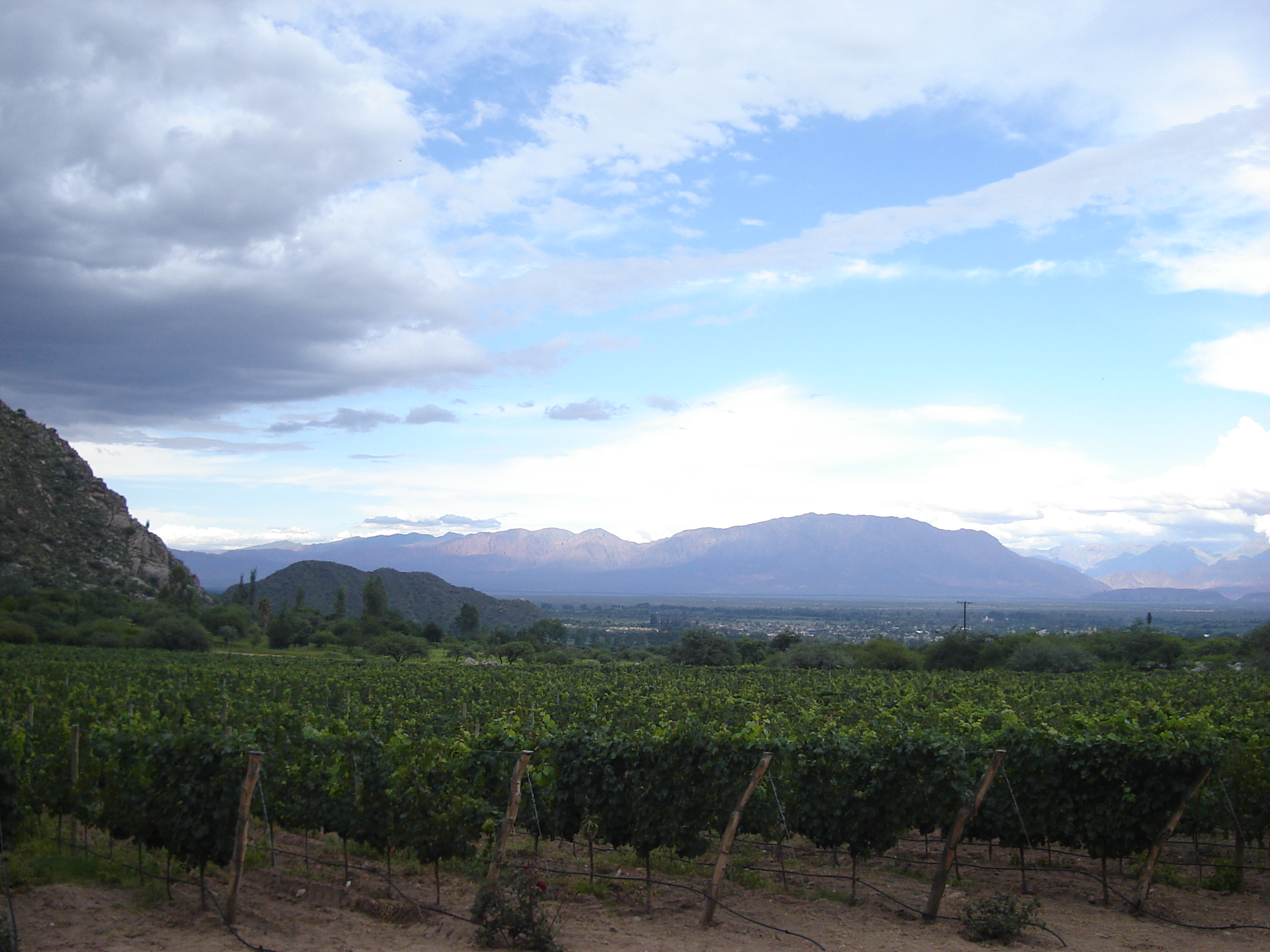
كرم في منطقة في سالتا مزروع باستخدام وسائل الزراعة الحديثة للكروم وتقنيات الري بالتنقيط.

الأرجنتين، مثل تشيلي، فريدة من نوعها في عالم النبيذ بسبب عدم وجود تهديد فيلكسيرا الذي دمر كروم العنب في جميع أنحاء العالم. على عكس تشيلي، فإن قملة الفايلوكسيرا موجودة في الأرجنتين ولكنها نوع حيوي ضعيف خاص لا يبقى طويلاً في التربة. عندما يهاجم الكروم، فإن الأضرار ليست كبيرة بما يكفي لقتل الكرمة والجذور تنمو في النهاية. 
وبسبب هذا، فإن معظم مزارع الكروم في الأرجنتين تزرع على جذور نباتية غير مطعمة. هناك العديد من النظريات حول سبب عدم وصول الفيلكسيرا إلى هذا الجزء من العالم. قد يكون تقليد الري بالفيضانات الذي يعود إلى قرون حيث يسمح للمياه بالتشبع بعمق للتربة أحد الأسباب وكذلك النسبة العالية من الرمال الموجودة في التربة. يُشار إلى العزلة النسبية للأرجنتين أيضًا باعتبارها فائدة محتملة ضد التسمم بالفيلكسيرا حيث تحد مناطق النبيذ في البلاد من الجبال والصحاري والمحيطات التي تخلق حواجز طبيعية ضد انتشار القملة.  على الرغم من الحد الأدنى لخطر التسمم بالفيلوكسيرا، فإن بعض المنتجين يتحولون إلى جذور مطعمة توفر سيطرة أفضل على الغلة. 
تم تقديم طرق مختلفة للتدريب على زراعة العنب في الأرجنتين من قبل المهاجرين الأوروبيين في القرن التاسع عشر والعشرين. الجمع بين نظام (إيسبالدرا) espaldera وهذه الطريقة التقليدية معدة لتستخدم من خلال ثلاثة أسلاك لزراعة الكروم بالقرب من الأرض. في الخمسينيات من القرن العشرين، تم إدخال نظام جديد حيث تزرع الكروم على أرض مع السماح لها بالتعليق.  كان هذا الأسلوب مفضلاً للأصناف عالية الغلة من الكريولا والسيريزا التي كانت العمود الفقري لصناعة إنتاج النبيذ بالجملة التي نشأت استجابة للسوق المحلية الكبيرة. في أواخر القرن العشرين، عندما تحول السوق إلى التركيز بشكل أكبر على إنتاج النبيذ الممتاز، عاد عدد أكبر من المنتجين إلى نظام إيسبالدرا التقليدي وبدأوا في ممارسة إدارة المظلة من أجل السيطرة على المحاصيل. 

### الري
نشأ نظام الري المعقد المستخدم لجلب المياه من أغطية الثلوج الذائبة في جبال الأنديز في القرن السادس عشر (مع تبني المستوطنين الإسبان التقنيات المستخدمة سابقًا في الإنكا ) وكان عنصرًا حيويًا في الزراعة في الأرجنتين. تتدفق المياه من الجبل عبر سلسلة من الخنادق والقنوات حيث يتم تخزينها في الخزانات لاستخدامها من قبل مزارع الكروم التي يمكن أن تتقدم بطلب للحصول على تراخيص المياه التي تنظمها الحكومة والتي تتيح لهم الوصول إلى المياه. وغالبًا ما تستخدم مزارع الكروم المزروعة حديثًا على الأرض التي لا تتمتع بحقوق المياه الحالية مصادر بديلة للمياه مثل حفر آبار عميقة حتى 60–200 متر (200–660 قدم) تحت السطح لاسترداد المياه من طبقة المياه الجوفية الجوفية. إن آبار المياه هذه، على الرغم من كلفة البناء، يمكن أن تزود كرمًا بما يصل إلى 250,000 لتر (66,000 غال-أمريكي) من المياه في الساعة. 
تاريخياً، كان الري بالغمر هو الطريقة الأكثر شيوعًا، حيث يُسمح لكميات كبيرة من المياه بالمرور عبر أراضي مزارع الكروم. في حين أن هذه الطريقة قد تكون تدبيراً وقائياً ضد تقدم الفيلوكسترا، إلا أنها لا توفر تحكمًا كبيرًا لمزارع الكروم للحد من الغلة وزيادة الجودة المحتملة في عنب النبيذ.  وفي وقت لاحق، وسيلة الري بالثلم وضعت حيث يتم ضخها الماء إلى ثلم القنوات التي تزرع فيها ال. مع توفير تحكم أكثر قليلاً، كانت هذه الطريقة أكثر ملاءمة لإنتاج عوائد عالية. في أواخر التسعينيات، أصبح الري بالتنقيط أكثر شعبية. على الرغم من تكلفة التثبيت، توفر هذه الطريقة الحد الأقصى لمستوى التحكم من قبل مدير مزارع الكروم لتسهيل التحكم في الغلة وزيادة الجودة المحتملة في العنب عن طريق الاستفادة من الإجهاد المائي على الكرمة. 

## مناطق النبيذ

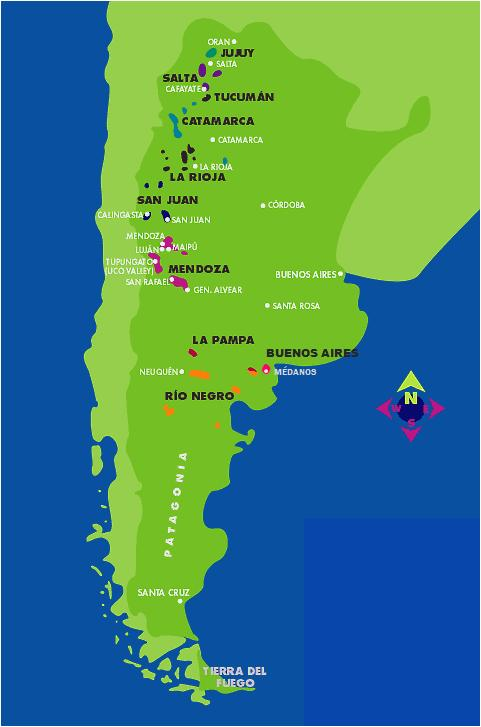
مناطق النبيذ الأرجنتيني.

في حين أن هناك بعض إنتاج النبيذ في مقاطعات بوينس آيرس وقرطبة ولامبا، فإن الغالبية العظمى من إنتاج النبيذ تتم في الامتداد الغربي الأقصى للأرجنتين المؤدي إلى سفوح جبال الأنديز. تعد منطقة ميندوزا أكبر منطقة وأكبر منتج، المسؤول عن أكثر من ثلثي الإنتاج السنوي للبلاد، تليها منطقتي سان خوان ولا ريوخا في الشمال.
في أقصى الشمال الغربي من البلاد توجد مقاطعات كاتاماركا وخوخوي وسالتا التي تضم بعضًا من أعلى مزارع الكروم المزروعة في العالم. في المنطقة الجنوبية من باتاغونيا، كانت مقاطعات ريو نيغرو ونيوكين تقليديا مراكز إنتاج الفاكهة في البلاد، ولكنها شهدت مؤخرًا نموًا في زراعة أنواع متنوعة من المناخ البارد (مثل بينوت نوير وشاردونيه). 

### مندوزا
على الرغم من أن المساحة الكلية المزروعة انخفضت من 629,850 أكر (254,891 ها) في عام 1980 إلى 360,972 أكر (146,080 ها) في عام 2003 م، غير أن ميندوزا لا تزال المنتج الرئيس للنبيذ في الأرجنتين.  اعتبارًا من بداية القرن الحادي والعشرين، كانت مساحة كروم العنب في ميندوزا وحدها أقل بقليل من نصف المساحة المزروعة بالكامل في الولايات المتحدة وأكثر من مساحة نيوزيلندا وأستراليا مجتمعين. 
توجد غالبية مزارع الكروم في مقاطعتي مايبو ولوجان. في عام 1993 م، كانت منطقة مندوزا الفرعية في لوخان دي كويو هي أول تسمية مسيطر عليها تم تأسيسها في ميندوزا. وتشمل المناطق الفرعية البارزة الأخرى وادي يوكو ومنطقة توبونجاتو . تقع في وسط جبل أكونكاجوا، يزرع متوسط مزارع الكروم في ميندوزا على ارتفاعات 1970-3,610 قدم (600-1100 متر) فوق مستوى سطح البحر. تربة المنطقة رملية وغرينية على قمة الهياكل الطينية، والمناخ قاري بأربعة فصول مميزة تؤثر على كرمة العنب، بما في ذلك السكون الشتوي. 
تاريخياً، سيطرت المنطقة على إنتاج النبيذ من أصناف كيريزا وكريولا غراندي ذات اللون الوردي المرتفع، ولكن في السنوات الأخيرة أصبحت مالباك أكثر المناطق شعبية في الزراعة. لا يزال كريزيا وكريولا جرانده يمثلان ما يقرب من ربع جميع مزارع الكروم في ميندوزا، لكن أكثر من نصف المزارع أصبحت الآن من الأصناف الحمراء الممتازة التي تشمل ما وراء مالباك وكابيرينت ساوفينجون وتيمبرانيلو والأصناف الإيطالية. في كروم العنب المرتفعة في توبونجاتو، الواقعة جنوب غرب مدينة ميندوزا في وادي أوكو، تزداد شعبية شاردونيه.  يحظى المناخ الأكثر برودة وتراجع الملوحة في تربة منطقة مايبو بالاهتمام بجودة كابيرينت ساوفينجون . يعمل منتجو النبيذ في المنطقة مع السلطات لتأسيس تسمية مسيطر عليها. 

#### مزارع عالية الارتفاع

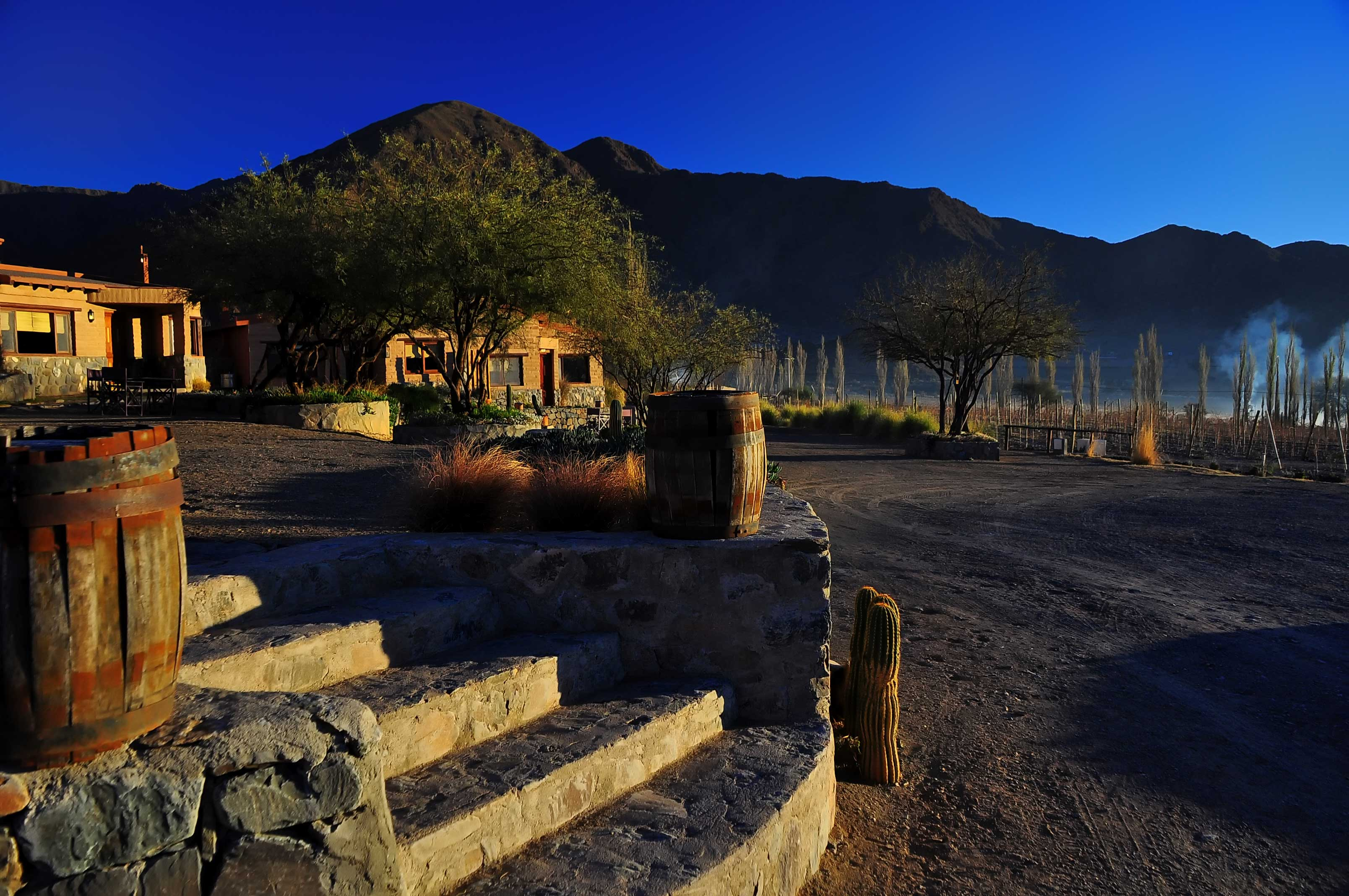
مصنع نبيذ ومزارع الكروم في كاتشي يرتفع إلى.

نبيذ مالباك الأكثر شهرة في الأرجنتين ينتج من مناطق النبيذ المرتفعة في ميندوزا في لوخوان دي كويو وووادي يوكو. تقع هذه المناطق في سفوح جبال الأنديز بين ارتفاع 2800 و 5000 قدم.   
نال الأرجنتيني نيكولاس كاتينا زاباتا الفضل على نطاق واسع لرفع مكانة الصنف الأرجنتيني مالبيك ومنطقة ميندوزا من خلال تجربة جادة في آثار الارتفاع العالي.  في عام 1994 م، كان أول من زرع كروم مالباك على ارتفاع 5000 قدم تقريبًا في منطقة في أدريانا فينييارد،  ، وقام بتطوير مجموعة مختارة مستنسخة من المالباك الأرجنتيني.  
اجتذبت ميندوزا على ارتفاعات عالية العديد من صانعي النبيذ الأجانب البارزين مثل بول هوبز وميشيل رولاند وروبرتو سيبريسو وألبرتو أنتونيني. 

### سان خوان ولا ريوخا
بعد ميندوزا، تعد منطقة سان خوان ثاني أكبر منتج للنبيذ مع أكثر من 116,000 أكر (46,944 ها) زرعت اعتبارا من عام 2003. مناخ هذه المنطقة أكثر دفئًا وجفافًا من ميندوزا حيث يبلغ متوسط هطول الأمطار 6   بوصة (150 ملليمتر) في السنة والصيف درجات الحرارة تصل بانتظام 107   فهرنهايت (42)   ° C). ويتركز إنتاج النبيذ قسط على كالنجاستا، يولوم ومنطقة زوندا وكذلك وادي تولوم.  بالإضافة إلى إنتاج النوع الأحمر قسط فاريتالس مصنوعة من أعناب سيرة ودوس نوير (المعروف محليا باسم بوناردا)، منطقة سان خوان لديها تاريخ طويل من إنتاج خمور شيري ا على غرار، البراندي والفيرموت. كما أن كرمة كيريزا عالية الغلة بارزة هنا حيث يتم استخدامها للمزج وتركيز العنب وكذلك لاستهلاك الزبيب وعنب المائدة. 
في الآونة الأخيرة، حظيت أشجار الكروم في المرتفعات المزروعة في وادي بيدرنال في غرب سان خوان، وهي واحدة من أكثر المناطق المعزولة في الأرجنتين، بإشادة كبيرة بسبب قدرتهم على جلب الشهرة لصناعة النبيذ في المقاطعة. يتجاوز الارتفاع هنا جنوبًا في ميندوزا، مما يؤدي إلى ظروف جافة للغاية مع سعة حرارية عالية ونتائج ممتازة لكل من النبيذ الأحمر والأبيض.

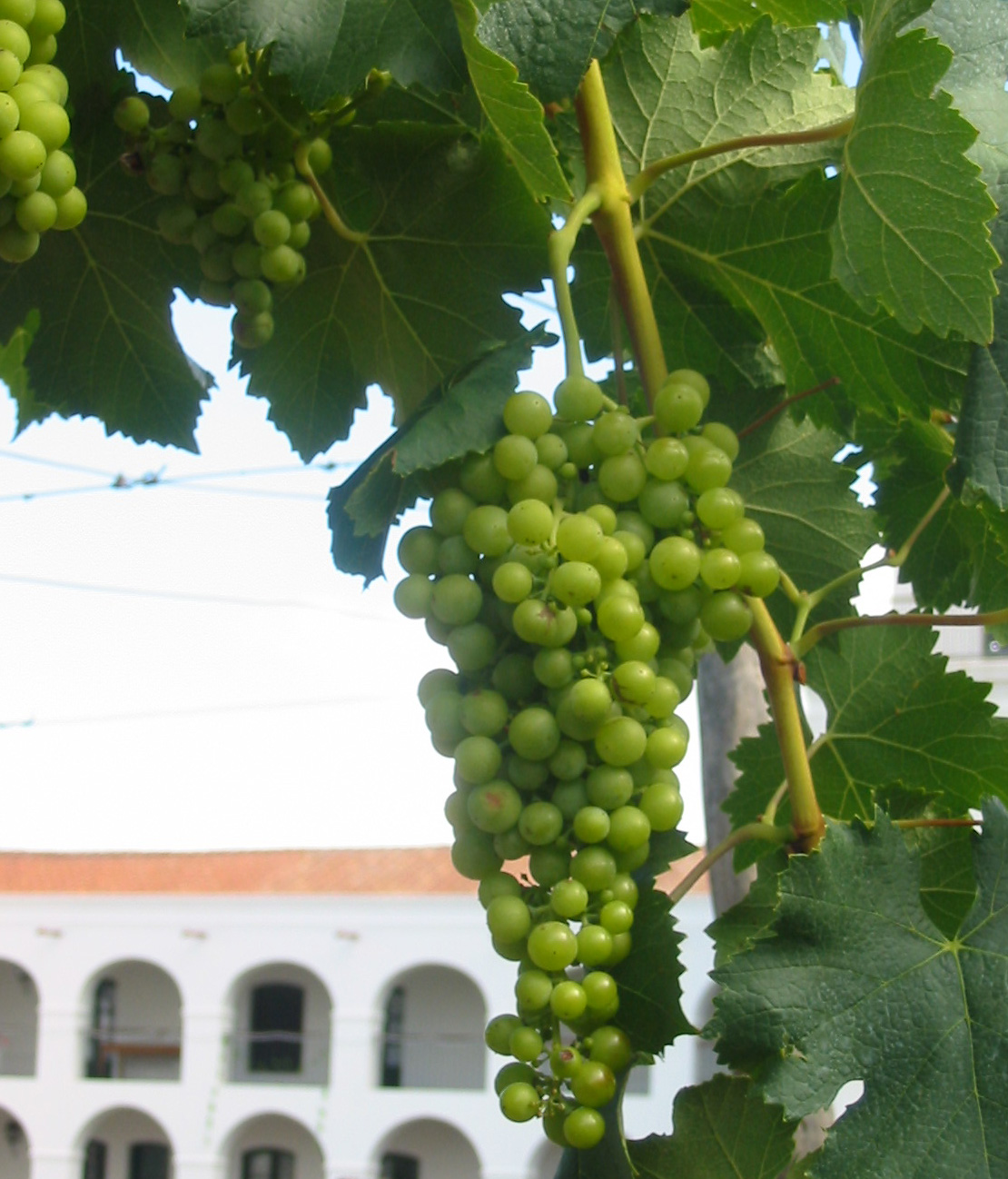
العنب تورونتيس في منطقة كافايات.

وتقع مزارع الكروم في المقاطعات الشمالية الغربية كاتاماركا، خوخوي وسالتا بين بالتوازي 24 وجنوب مواز 26TH . وهي تشمل بعضًا من أعلى مزارع الكروم المرتفعة في العالم، حيث يزرع العديد منها أكثر من 4900 قدم (1500 متر) فوق مستوى سطح البحر. يبلغ ارتفاع أرضا مزروعة في سالتا على ارتفاع 7500 قدم (2,250 متر) و 9,900 قدم (3,000 متر). في المقابل، نادراً ما تزرع معظم مزارع الكروم الأوروبية فوق 1600 قدم (900 متر). يلاحظ خبير النبيذ توم ستيفنسون أن عادة بعض المنتجين الأرجنتينيين يروجون لارتفاع موقع كروم العنب في الإعلانات وعلامات النبيذ كما لو كان ذلك من التصنيفات كبرى.
تتشابه التربة والمناخ في المناطق تمامًا مع ميندوزا، لكن المناخ الفريد والارتفاع العالي لمزارع الكروم ينتج عادة عنبًا ذا مستويات أعلى من الحموضة الكلية التي تسهم في توازن الخمور وعمقها. من بين المناطق الثلاث، تعد كاتاماركا من أكثر المناطق المزروعة على نطاق واسع بأكثر من 5,800 أكر (2,347 ها) تحت كرمة اعتبارا من عام 2003. في السنوات الأخيرة منطقة سالتا، وخاصة في منطقة جنوب الصحراء من . 
تقع معظم منطقة كافايات في سالتا على ارتفاع 546 قدمًا (1660 مترًا) فوق مستوى سطح البحر في دلتا نهر بين ريو كالشاكي وريو سانتا ماريا. يختبر مناخ المنطقة تأثيرًا فقيًا يحبس المطر الذي ينتج الغطاء السحابي في الجبال ويترك المنطقة جافة ومشمسة. على الرغم من ارتفاع درجات الحرارة خلال النهار في فصل الصيف يمكن أن تصل إلى 100   فهرنهايت (38) ° C) ولكن في الليل تشهد المنطقة تباينًا كبيرًا في درجات الحرارة النهارية مع انخفاض درجات الحرارة في الليل إلى 54 درجة مئوية   فهرنهايت (12)   ° C). هناك بعض خطر الصقيع خلال فصل الشتاء عندما تنخفض درجات الحرارة إلى 21 درجة   ° F (-6   ° C). على الرغم من إنتاج أقل من 2٪ من إنتاج الأرجنتين السنوي من النبيذ، فإن منطقة كافايات تكتسب المزيد من المكانة والمظهر على ملصقات النبيذ، فضلاً عن الاستثمار الأجنبي من منتجي النبيذ في جميع أنحاء العالم مثل عالم صناعة النبيذ ميشيل رولاند ومنتج النبيذ في كاليفورنيا دونالد هيس. 

### باتاغونيا

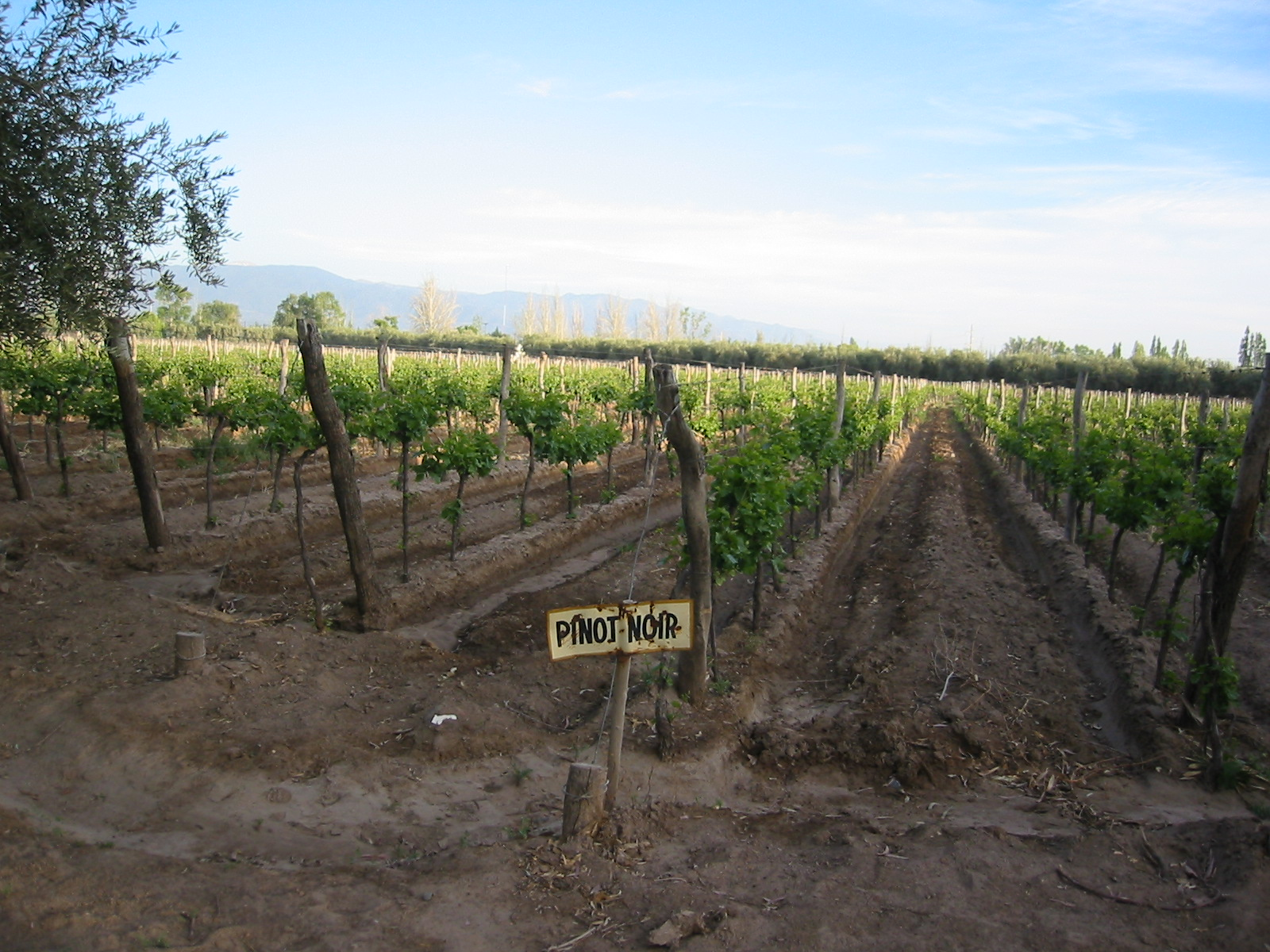
تعد مناطق النبيذ في باتاغونيا مصدر العديد من العنب المستخدم في صناعة النبيذ الأرجنتيني الفوار.

تشمل منطقة باتاغونيا الجنوبية مناطق إنتاج الفاكهة في ريو نيغرو ونيوكين. تتميز هذه المناطق بمناخ أكثر برودة بكثير من المناطق الرئيسية في الشمال، والتي توفر موسم نمو طويل مطول في التربة الطباشيئة في المنطقة. في أوائل القرن العشرين، تم استيراد قطع الكرمة من بوردو وأنشأ أول مصنع نبيذ تجاري في المنطقة.  بينما 9,300 أكر (3,764 ها) تم زراعتها اعتبارًا من عام 2003، تنمو المنطقة مع قيام عدد أكبر من المنتجين بزراعة أصناف مناخية باردة. يتم الحصول على العديد من العنب لصناعة النبيذ الفوار الأرجنتيني من هذه المنطقة. تقع أكثر من 990 ميلا (1600 كيلومتر) جنوب ميندوزا، ويشار إلى مزارع الكروم في بوديغا فاينرت باعتبارها مزارع الكروم المزروعة في أقصى الجنوب في الأمريكتين.
تقع أهم مزارع الكروم في وادي ريو نيغرو، حيث يتم صنع بعض من أبرز أنواع النبيذ الأحمر بينوت نوير في الأرجنتين، وفي وادي نيوكوين العلوي ، خاصة حول مدينة سان باتريسيو ديل شانار. بالإضافة إلى ذلك ، هناك مزارع كروم واعدة تقع في مقاطعة لا بامبا بالقرب من نهر كولورادو ، بالقرب من مدينة 25 مايو. تتميز هذه المناطق بصيف أقصر مع ساعات ضوء النهار الأطول ، وفصول الشتاء الباردة أكثر من مناطق النبيذ الرئيسية في الشمال. إلى جانب بوينت نوير، تشتهر المنطقة بإنتاج نبيذ ميرلوت الجيد بالإضافة إلى النبيذ الأبيض. ومع ذلك ، اكتسبت المنطقة مؤخرًا تنوعا بسبب الخمور الحمراء الواعدة، والتي زادت من تنوع النبيذ الأرجنتيني مع تلميحها من الفاكهة الحمراء والعفص الأنيقة وطعم الفلفل.
إلى الجنوب ، تعد مقاطعة تشوبوت حدودًا مجهولة في الغالب. تعتبر تقليديًا شديدة البرودة للزراعة ، وهناك مناخات متناهية الصغر (مثل منطقة وادي تشوبوت المروية بالقرب من ساحل المحيط الأطلسي ، ووادي تريفيلين حيث تهب رياح المحيط الهادئ على المناخ ، وبعض مناطق السهوب) التي تعد بصنع النبيذ. بدأ الإنتاج في أواخر عام 2000، مع تأسيس طريق النبيذ الجديد في عام 2017.

### تطورات جديدة
منذ فترة طويلة يعتقد صانعو النبيذ الأرجنتيني أن الكروم تتطلب المناخات الحارة والقاحلة مع تغيرات كبيرة في درجة الحرارة لإنتاج النبيذ الجودة. أدت هذه «الصيغة الفائزة» إلى تركيز مصانع النبيذ في مقاطعات ميندوزا وسان خوان ولا ريوخا في الغرب ، وكذلك مزارع الكروم في المرتفعات في سالتا. في الآونة الأخيرة ، كان هناك تحول نحو مناخات أكثر برودة قليلاً وقاحلة إلى الجنوب ، في نيوكوين وريو نيغرو. لا تزال مصانع النبيذ هناك تستفيد من ظروف الرياح والقاحلة ، ولكن مع درجات حرارة أكثر برودة وموسم نمو أقصر.
ومع ذلك ، في العقد الماضي ، أصبحت إمكانات المناطق «غير التقليدية» (أو التي أعيد اكتشافها) واضحة ومركزة في عدة مناطق: (1) ساحل المحيط الأطلسي من مار ديل بلاتا (بوينس آيرس) جنوبًا بما في ذلك التلال في جنوب بوينس آيرس ، و (2) الجبال في مقاطعة قرطبة، التي كانت من كبار المزارعين في العصور الاستعمارية ، ولكن حيث بدأ صانعي النبيذ في الآونة الأخيرة فقط بتجربة ارتفاعات أعلى ، (3) انتري ريوس ، وهو موقع غير مرجح بسبب رطوبته ، مناخ دافئ ، اشتهر بنبيذه منذ أكثر من قرن ، و (4) هضبة باتاغونيا ، وهي منطقة ذات مناخ بارد وعاصف وجاف. باستثناء منطقة بوينس آيرس الساحلية ، حيث توجد استثمارات كبيرة ، فإن معظم التطورات تتألف من مصانع النبيذ الصغيرة الحجم التي تجرب أنواعًا مختلفة من النبيذ وتقنياتها ، مع إمكانية تحقيق «نمط جديد» تمامًا من النبيذ الأرجنتيني الذي سيكون مختلفًا تمامًا عن نموذج المالبيك المنتجة حاليا.
المناخ في مار ديل بلاتا وعلى طول ساحل مقاطعة بوينس آيرس يعرض نفس نطاق درجات الحرارة مثل بوردو مع هطول الأمطار (عالية) مماثلة. أبعد من ذلك ، يكتسب الصيف بضع درجات بينما تصبح ليالي الشتاء أبرد إلى حد ما في جنوب بامباس المسطح. إضافة إلى مجموعة متنوعة من المناخات والتربة في المنطقة ، هناك مناطق جبلية منخفضة (عموما أقل من 1000 متر أو 3000 قدم)، والوديان والأنهار. قامت مصانع النبيذ الكبرى باستثمارات في المنطقة ومن المرجح أن يزيد الإنتاج بشكل كبير ، ولكن معظم الإمكانات في هذه المنطقة الشاسعة غير مستغلة. مع استمرار الساحل جنوبًا ، يصبح الطقس أكثر جفافًا ورياحًا ، مع صيف أكثر سخونة. جنوب مدينة باهيا بلانكا، أصبحت منطقة ميدانوس نقطة محورية أخرى لصناعة النبيذ (انظر النبيذ في بوينس آيرس. تشير سجلات الطقس إلى أن الساحل يجب أن يكون كافيًا لصنع النبيذ إلى الجنوب أكثر من ذلك بكثير: في فيدما وسان أنطونيو أويست وبورتو مادرين وتريليو وحتى كومودورو ريفادافيا حيث يأثر المحيط الأطلسي على المناخات الصحراوية الباردة والرياح.
المنطقة الواعدة الأخرى هي سيراس دي كوردوبا في وسط البلاد. يتناقض مع المناطق المعتدلة الرطبة البامبا، والمناطق الجبلية لديها أفضل الصرف ، ليال أكثر برودة والطقس المشمس. تاريخيا ، كان يزرع النبيذ في منطقتين: الجزء الشمالي من المقاطعة حول كولونيا كارويا والجزء الغربي المتطرف ، حول فيلا دولوريس. هذه هي المناطق الأكثر دفئًا وأشرفًا في المقاطعة ، وفي الماضي أنتجت نبيذًا حلوًا منخفض الجودة (على الرغم من أن مصانع النبيذ الجديدة تخلق أنواعًا أكثر إثارة للاهتمام). كان الجزء الشرقي من سييرا ، من منطقة فيلا جينيرال بوليغرانو إلى وادي بونيلا، يُعتبر عمومًا باردًا ورطبًا للغاية ، في أعقاب الصورة النمطية الأرجنتينية القديمة لصنع النبيذ في الصحراء الساخنة. ومع ذلك ، خلال العقد الماضي ، اكتشفت مصانع النبيذ في المحلات التجارية إمكانات مجموعة متنوعة استثنائية من التربة والمناخات الصغرى في المنطقة ، مما ينتج النبيذ الذي فاز بجوائز وطنية كبيرة. لا يزال حجم الإنتاج ضئيلًا ، لكن أعدادًا كبيرة من المنتجين الجدد يجربون أنواعًا مختلفة من العنب وتقنيات لصنع أنواع النبيذ التي تختلف اختلافًا كبيرًا عن نماذج المالبياك في ميندوزا النمطية ، وغالبًا ما تحقق نجاحًا كبيرًا. التباين الكبير في الارتفاع في سييرا يجعلها مناسبة لتجربة النبيذ على ارتفاعات عالية ، على غرار ما فعله المنتجون في ميندوزا.
تتمتع مقاطعة اينتري ريوس بمناخ دافئ ورطب شبيه بأوروغواي المجاورة، حيث يتم إنتاج نبيذ التانا. حتى الثلاثينيات كان هناك أكثر من 60 مصنع نبيذ في المقاطعة ، ينتج النبيذ أكثر من ميندوزا وسان خوان. ومع ذلك ، فقد تم حظرها بموجب القانون في محاولة لضمان تسوية غرب الأرجنتين. في السنوات الأخيرة ، بدأ أكثر من 60 منتجًا إعادة زراعة الخمور.
وأخيرا ، فإن سهول باتاغونيا الوسطى في تشوبوت لديها النبيذ في أقصى الجنوب في العالم. المناخ هنا أبرد بشكل ملحوظ من أي منطقة أخرى، مع تهديد صقيع الصيف. أيام الصيف الطويلة جداً مع الليالي الباردة جداً وموسم النمو القصير لديها القدرة على إنتاج نبيذ مختلف بشكل ملحوظ عن أي أنواع نبيذ أخرى في الأرجنتين.

## أصناف العنب والنبيذ
بموجب قوانين النبيذ الأرجنتينية ، إذا ظهر اسم العنب على ملصق النبيذ ، فيجب أن يتكون 100٪ من النبيذ من صنف العنب هذا. كان العمود الفقري لصناعة النبيذ الأرجنتيني المبكر هو العنب ذو اللون الوردي المرتفع كيرازا وكريولا تشيكا وكريولا غراندي التي لا تزال تمثل ما يقرب من 30 ٪ من جميع الكروم المزروع في الأرجنتين اليوم. فاينز قوية جدا ، هذه الأصناف قادرة على إنتاج العديد من المجموعات التي يصل وزنها إلى 9 أرطال (4   كجم) وتميل إلى إنتاج النبيذ الأبيض الوردي أو عميق اللون التي تتأكسد بسهولة وغالبا ما يكون له حلاوة ملحوظة. 
غالبًا ما تستخدم هذه الأصناف اليوم لنبيذ الإبريق السائب الذي يتم بيعه في علب كرتون مقوى بسعة 1 لتر أو كمركز للعنب يتم تصديره إلى جميع أنحاء العالم مع كون اليابان سوقًا كبيرًا إلى حد كبير. في أواخر القرن العشرين ، عندما حولت صناعة النبيذ الأرجنتينية تركيزها على إنتاج النبيذ الممتاز القادر على التصدير ، برزت مالبياك إلى مكانة بارزة وأصبحت اليوم أكثر أنواع العنب الأحمر المزروعة على نطاق واسع تليها بوناردا وسيره وتيمبرانيولا. جلبت تأثير المهاجرين الإيطاليين مجموعة متنوعة من فاريتالس الإيطالية مع المزروعات كبيرة في جميع أنحاء الأرجنتين، بما في ذلك باربيرا، وغيرها. 
في حين أن مسقط رأس مالبيك التاريخي هو جنوب غرب فرنسا ، حيث لا يزال ينمو على نطاق واسع في كاهور ، وله بعض الوجود في بوردو ، فإنه في الأرجنتين حيث يتلقى العنب معظم سمعة سيئة السمعة. مجموعات عناقيد الأرجنتيني مالب تختلف عن أقاربها الفرنسيين. لديهم التوت أصغر في مجموعات أصغر حجما وأصغر.  يتميز نبيذ Malbec بالألوان العميقة ونكهات الفواكه الكثيفة بنسيج مخملي.  اعتبارا من عام 2003 كان هناك أكثر من 50,000 أكر (20,234 ها) من المالباك. يمثل إنتاج النبيذ الأحمر ما يقرب من 60 ٪ من جميع النبيذ الأرجنتيني. تساهم درجات الحرارة المرتفعة في معظم المناطق في ارتفاع نسبة التانانس الناضجة ومستويات الكحول العالية.
يعتبر عنب بيدرو جيمينيز (أحد أقرباء إسبانيا بيدرو اكزاميندري ولكن يرتبط ارتباطًا وثيقًا به) هو أكثر أنواع العنب الأبيض المزروعة على نطاق واسع مع أكثر من 36,300 أكر (14,690 ها) زرعت في المقام الأول في منطقة مندوزا وسان خوان. يشتهر العنب بأنواعه الكاملة من النبيذ مع مستويات عالية من الكحول ويستخدم أيضًا لإنتاج مركز العنب. 
تنتج تورينتيس بعضًا من النبيذ الأبيض الأكثر تميزًا في الأرجنتين ، والذي يتميز برائحة الأزهار التي تشبه مسقط ورائحة التوابل.  يتطلب العنب مناولة دقيقة أثناء عملية صناعة النبيذ مع التحكم في درجة الحرارة أثناء التخمير وحساسية لبعض سلالات الخميرة. يزرع العنب على نطاق واسع في مقاطعتي لاريوخا وسالتا الشماليتين، ولا سيما وادي كالشاكي، ولكنه ينتشر في ميندوزا. استجابة للطلب الدولي ، ازدادت مزارع شاردونيه باطراد. أنتجت جامعة كاليفورنيا في ديفيس استنساخًا خاصًا من الصنف (المعروف باسم استنساخ ميندوزا) والذي لا يزال يستخدم على نطاق واسع في الأرجنتين وأستراليا. أظهر الأرجنتيني شاردونيه ازدهاره في مزارع عالية الارتفاع ويزرع في منطقة توبونجاتو في مواقع مزارع الكروم الواقعة على ارتفاع حوالي 4000 قدم (1200 متر). 

## صناعة النبيذ الحديثة

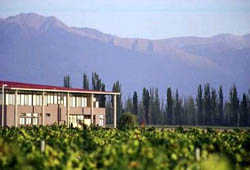
مخمرة تابيز ، وتقع في ميندوزا.

بحلول نهاية القرن الحادي والعشرين ، كان هناك أكثر من 1500 مصنع نبيذ في الأرجنتين. أكبر شركتين هما بوداغاس إسمالارادا (التي تملك علامتها التجارية المصدرة على نطاق واسع آلاموس) وبينيافلور (التي تمتلك علامة بوداغاس ترابيتشيا أخرى مصدرة على نطاق واسع). بين اثنين منهم، هذه الشركات هي المسؤولة عن ما يقرب من 40 ٪ من جميع النبيذ صنع في الأرجنتين. صناعة النبيذ الأرجنتيني هي الخامسة على مستوى العالم في الإنتاج والثامن في استهلاك النبيذ. 
الاتجاه المستمر للصناعة هو زيادة جودة ومراقبة الغلة. بين منتصف التسعينيات وأوائل القرن الحادي والعشرين ، كانت الأرجنتين قد اقتلعت ما يقرب من ثلث مزارع الكروم الخاصة بها ولكنها خفضت الإنتاج السنوي بنسبة 10٪ فقط.

## روابط خارجية
- خمور الأرجنتين
- Instituto Nacional de Vitivincultura (بالإسبانية)
- * لاكوست ، بابلو. La vid y el vino en el Cono Sur de América Argentina y Chile (1545-2019). Aspectos políticos، económicos، sociales، culturees y enológicos . ميندوزا ، 2019